# Baek Soo-hee
Baek Soo-hee (en hangul, 백수희; nacida el 30 de octubre de 1992) es una actriz y modelo surcoreana.

## Vida personal
Desde su primera juventud Baek participó en muchos concursos de talentos. Por recomendación de su padre, profesor en una escuela secundaria de artes, estudió en el departamento de teatro y cine de su escuela: «A diferencia de la mayoría de la gente, comencé a actuar con el apoyo de mis padres. Mi padre me dijo: "ve al departamento de teatro y cine y diviértete durante tus días escolares". A partir de entonces, mi sueño fue convertirme en actriz». En los inicios de su carrera se mantuvo con numerosos empleos a tiempo parcial; según declaró la propia Baek, ha tenido «siempre [...] muchos trabajos a tiempo parcial. No hay nada que no haya hecho. He trabajado en una cafetería, un restaurante y un buffet, y también he trabajado en un escritorio en una tienda de automóviles».
Ha estudiado en el Departamento de Medios y Actuación Cinematográfica de la Universidad Femenina Sungshin.

## Carrera
Debutó en 2015 en la película Twenty, y apareció después en varias series web populares, como Further than a shrine, Closer than Uijeongbu, Office Watch y A-Teen. En la segunda de estas, una comedia de situación ambientada en una oficina que se prolongó por tres temporadas entre 2017 y 2019, tenía un papel de gran relieve como la subdirectora Lee Sa-ra. Las dos primeras temporadas obtuvieron más de 32 millones de visitas, y en general toda la serie le sirvió para darse a conocer al público. Por otro lado, A-Teen, donde Baek hace apariciones especiales en sus dos temporadas, superó los doscientos millones de visitas.
El mismo año de su debut, 2015, tuvo un breve paso por los escenarios, con la comedia romántica Una noche dramática, que se representó en Busan entre junio y agosto.
En 2019 interpretó el papel de Lim Ji-yeon, la hermana menor de Jin-joo (Chun Woo-hee) en Be Melodramatic, la celebrada primera serie del director Lee Byeong-heon, y dejó una impresión duradera en los espectadores al retratar el personaje de una joven que se prepara para realizar el examen de servicio civil.
En los años sucesivos ha aparecido en papeles secundarios en series como Mystic Pop-up Bar y Soul Mechanic, ambas de 2020, donde ha podido mostrar un amplio rango de actuación con personajes y géneros muy distintos. También en 2020 fue elegida para ¿Era amor?, una producción de JTBC donde interpreta el papel de Choi Hye-jin, una joven que sueña con convertirse en directora de cine al tiempo que lucha por salvar la empresa en la que trabaja.
En 2023 obtuvo un papel en el reparto de Agency, como la secretaria de la protagonista, interpretada por Lee Bo-young. Pocos meses después volvió a aparecer en pantalla con la serie web Adult Kids, donde encarna a una fotógrafa de moda que suscita la envidia de otros empleados. Ese mismo año fue elegida para el papel de Yoon Yoo-ju en Entre él y ella, de Channel A. Se trata de uno de los personajes protagonistas de la serie, por lo que su presencia en pantalla es relativamente extensa.

## Filmografía

### Cine
| Año  | Título                     | Hangul             | Papel          | Notas        | Ref.   |
| ---- | -------------------------- | ------------------ | -------------- | ------------ | ------ |
| 2015 | Twenty                     | 스물               | Min-jung       |              | [ 11 ] |
| 2019 | Jesters: The Game Changers | 광대들: 풍문조작단 | Dodo           |              |        |
| 2021 | Corner                     |                    | Amiga de Seong |              |        |
| 2021 | No Surprise                | 모퉁이             | Eun-yoo        |              |        |
| 2022 | Hot Blooded                | 뜨거운 피          | Jenny          | Protagonista | [ 12 ] |

### Series de televisión
| Año  | Título                      | Papel          | Canal     | Notas                      | Ref.                |
| ---- | --------------------------- | -------------- | --------- | -------------------------- | ------------------- |
| 2014 | Hi! School: Love On         | Eun-bi         | KBS2      |                            | [ 9 ]               |
| 2016 | Between Friendship and Love | Sa-rang        |           | Serie web                  | [ 3 ]               |
| 2017 | Office Watch                | Lee Sa-ra      | Naver TV  | Serie web                  |                     |
| 2018 | A-Teen                      | Lee Jeong-min  | Naver TV  | Serie web                  | [ 2 ]               |
| 2018 | Office Watch 2              | Lee Sa-ra      | Naver TV  | Serie web                  |                     |
| 2018 | Room of Romance             | Lee Sa-rang    |           | Serie web                  | [ 13 ]              |
| 2018 | Lemon Car Video             | Ji-soo         |           | Serie web                  | [ 14 ]              |
| 2019 | Understanding of Dance      | Soo-yun        | KBS2      | Drama Special, un episodio | [ 15 ]              |
| 2019 | Be Melodramatic             | Im Ji-young    | JTBC      |                            | [ 5 ] [ 16 ]        |
| 2019 | Office Watch 3              | Lee Sa-ra      | Naver TV  | Serie web                  | [ 4 ] [ 1 ] [ 17 ]  |
| 2019 | A-Teen 2                    | Lee Jeong-min  | Naver TV  | Serie web                  | [ 2 ] [ 18 ]        |
| 2020 | Mystic Pop-up Bar           | Kim Da-bin     | JTBC      |                            | [ 5 ]               |
| 2020 | Soul Mechanic               | Kim Yoo-ra     | KBS2      |                            | [ 5 ]               |
| 2020 | ¿Era amor?                  | Choi Hye-jin   | JTBC      |                            | [ 5 ] [ 19 ] [ 20 ] |
| 2021 | Peng                        | Ye Soo-won     | Watcha    | Serie web                  | [ 21 ] [ 22 ]       |
|      | Agency                      | Jung Su-jeong  | JTBC      |                            | [ 23 ]              |
| 2023 | Adult Kids                  | Moon Hee-jeong | YouTube   | Serie web                  | [ 24 ] [ 25 ]       |
| 2023 | Entre él y ella             | Yoon Yoo-ju    | Channel A |                            | [ 26 ] [ 27 ]       |

### Vídeos musicales
| Año  | Título                      | Artista       | Duración | Ref.   |
| ---- | --------------------------- | ------------- | -------- | ------ |
| 2018 | The Time You Stayed With Me | Yook Sung-jae | 4:41     | [ 28 ] |